# Leucochrysa (Leucochrysa) colombia
Leucochrysa (Leucochrysa) colombia is een insect uit de familie van de gaasvliegen (Chrysopidae), die tot de orde netvleugeligen (Neuroptera) behoort. 
Leucochrysa (Leucochrysa) colombia is voor het eerst wetenschappelijk beschreven door Banks in 1910.